# TINA
För andra betydelser, se Tina
TINA är en akronym för There Is No Alternative ("Det finns inga alternativ") (men även  Telecommunications Information Networking Architecture). Den användes som en politisk slogan i Storbritannien under 1980-talet och myntades av den dåvarande premiärministern Margret Thatcher. TINA syftade på att det inte fanns något alternativ till en global, kapitalistisk frihandel för ett modernt samhälle.
Vissa förespråkare av den liberala marknadsekonomin , till exempel David Cameron, använder denna slogan än idag.
Susan George, som länge varit kritisk mot globalisering, myntade motuttrycket TATA; There Are Thousand Alternatives ("Det finns tusentals alternativ").